# Liste von Bergen oder Erhebungen in Mauritius
Dies ist eine Liste von Bergen oder Erhebungen in Mauritius:
| Bild | Name                             | Höhe  | Gebirge               | Region                     | Lage                                             | Bemerkung        |
| ---- | -------------------------------- | ----- | --------------------- | -------------------------- | ------------------------------------------------ | ---------------- |
| 1    | Piton de la Petite Rivière Noire | 827 m | Black River Bergkette | Black River, Mauritius     | !479.5980005557.4030005                          | höchste Erhebung |
| 1    | Pieter Both                      | 820 m |                       | Pamplemousses, Mauritius   | !479.8070005557.5560005                          |                  |
| 1    | Le Pouce                         | 812 m |                       | Moka, Mauritius            | !479.8030005557.5280005                          |                  |
| 0 BW | Corps de Garde                   | 720 m |                       | Black River, Mauritius     | !479.7430005557.4460005                          |                  |
| 0 BW | Piton Savanne                    | 704 m |                       | Savanne, Mauritius         | !479.5520005557.4910005                          |                  |
| 0 BW | Piton Grand Bassin               | 702 m |                       | Savanne, Mauritius         | !479.5820005557.4840005                          |                  |
| 0 BW | Curepipe Point                   | 686 m |                       | Plaines Wilhems, Mauritius | !479.6460005557.5310005                          |                  |
| 0 BW | Montagne Lagrave                 | 638 m |                       | Moka, Mauritius            | !479.6680005557.5950005                          |                  |
| 0 BW | Mont Calebasses                  | 632 m |                       | Moka, Mauritius            | !479.8220005557.5770005                          |                  |
| 0 BW | Simonet                          | 632 m |                       | Plaines Wilhems, Mauritius | !479.6590005557.4430005                          |                  |
| 1    | Le Morne Brabant                 | 556 m |                       | Black River, Mauritius     | !479.5395255557.3136255 -20.460475 57.313625 556 |                  |
| 1    | Tourelle du Tamarin              | 548 m | Black River Bergkette | Black River, Mauritius     | !479.6550005557.3690005                          |                  |
| 1    | Montagne du Rempart              | 545 m | Black River Bergkette | Black River, Mauritius     | !479.6970005557.4310005                          |                  |
| 1    | Lion Mountain                    | 480 m | Grand Port Bergkette  | Grand Port, Mauritius      | !479.6388555557.7257845                          |                  |